# Esmeralda trapiche

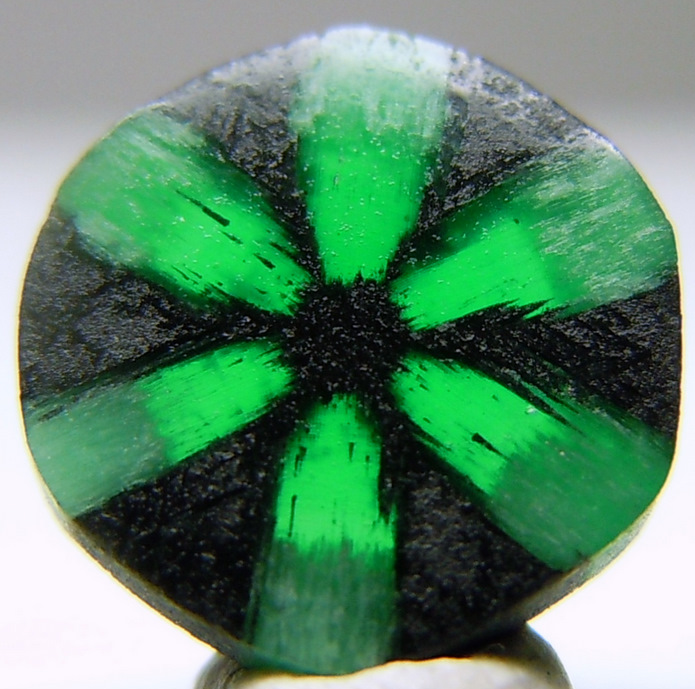
Trapiche

A esmeralda trapiche ou apenas trapiche é uma variedade rara da esmeralda entre as pedras preciosas, caracterizada por um padrão radial de seis pontas de raios de impurezas escuras. É um dos minerais do tipo trapiche ou como trapiche, que também incluem o trapiche rubi, safira, granada, chiastolite e turmalina. O nome vem do termo espanhol trapiche, um engenho de açúcar, devido à semelhança do padrão com os raios de um rebolo.
Esmeraldas de trapiche foram descritas pela primeira vez por Émile Bertrand em 1879. Elas são geralmente apenas (e raramente) encontradas na parte ocidental da bacia da Cordilheira Oriental, nas minas de Muzo, Coscuez e Peñas Blancas da Colômbia (mas provavelmente não em Chivor como relatado na literatura mais antiga). Achados singulares no Brasil e em Madagascar também foram relatados.
O padrão radial exibe considerável variação e geralmente inclui uma estrutura hexagonal no núcleo. Ainda não há consenso sobre o mecanismo pelo qual o padrão se forma ou as condições exigidas para ele. Vários modelos foram propostos. Segundo Isabella Pignatelli (2015), as impurezas negras são remanescentes da matriz de xisto em que as esmeraldas se formaram, presas entre os dendritos radiais da esmeralda em crescimento. O padrão de trapiche não é um asterismo, um padrão opticamente semelhante que se forma em um processo diferente.